# 群馬県道154号新井下室田線
群馬県道154号新井下室田線（ぐんまけんどう154ごう あらいしもむろたせん）は、群馬県北群馬郡榛東村新井から高崎市下室田に至る県道である。

## 路線データ
- 起点：北群馬郡榛東村新井（群馬県道161号南新井前橋線交点）[注釈 1]
- 終点：高崎市下室田町（群馬県道29号あら町下室田線交点〈下村交差点〉）[注釈 2]
- 重要な経過地：群馬郡箕郷町[注釈 3]

## 沿革
- 1959年（昭和34年）9月18日：群馬県より現・道路法に基づき、前身にあたる県道新井榛名線（北群馬郡榛東村大字新井 - 群馬郡箕郷町 - 同郡榛名町大字下室田、整理番号52）として路線認定される[1]。
  - 同時に、前々身路線にあたる県道桃井室田（北群馬郡榛東村 - 群馬郡榛名町大字下室田、整理番号80）、県道桃井総社線（北群馬郡榛東村 - 前橋市総社町総社、整理番号250）が路線廃止される[2]。
- 1978年（昭和53年）7月20日：榛東村山子田地内で30mの大きさで陥没が発生。県道が巻き込まれる。原因は直下で行われていた上越新幹線榛名トンネルの工事によるもの[3]。
- 2006年（平成18年）10月1日：路線名が新井榛名線から新井下室田線に変更される[4]。

## 地理

### 通過する自治体
- 群馬県
  - 北群馬郡榛東村
  - 高崎市

### 交差する主な道路
- 群馬県道161号南新井前橋線 - 起点
- 群馬県道25号高崎渋川線高崎渋川バイパス
- 群馬県道153号水沢足門線 - 榛東村新井 （山子田交差点）
この先広馬場交差点まで群馬県道26号高崎安中渋川線と重複
- 群馬県道161号南新井前橋線 - 榛東村新井（新井交差点）
- 群馬県道153号水沢足門線 - 榛東村広馬場
- 群馬県道28号高崎東吾妻線 - 高崎市箕郷町柏木沢
この先群馬県道28号高崎東吾妻線と重複
- 群馬県道28号高崎東吾妻線 - 高崎市箕郷町柏木沢
- 群馬県道126号榛名山箕郷線 - 高崎市箕郷町善地
- 群馬県道29号あら町下室田線、群馬県道211号安中榛名湖線 - 終点